# White Lies (groupe)
Pour les articles homonymes, voir White Lies.
White Lies est un groupe de post-punk britannique, originaire d'Ealing, dans l'Ouest de Londres, en Angleterre. À l'origine connu sous le nom de Fear of Flying, le groupe est alors composé de Harry McVeigh au chant et à la guitare, Charles Cave à la basse et aux chœurs, et Jack Lawrence-Brown à la batterie. Deux autres membres, Tommy Bowen et Robert Lee, intègrent la formation lors des différentes représentations scéniques.
Le style musical est souvent décrit comme sombre par les critiques, qui les comparent à des groupes de musique tels que Joy Division, Editors ou Interpol.
En 2009, le groupe fait plusieurs premières parties du Viva la Vida Tour de Coldplay. Le 12 juin 2010, il a assuré la première partie du concert de Muse au Stade de France, juste avant Kasabian. Fin 2011, le groupe assure la première partie sur plusieurs dates de la tournée de Thirty Seconds to Mars.

## Biographie

### Formation (2007)
Charles Cave et Jack Lawrence-Brown viennent tous deux de Pitshanger Village, à North Ealing, à Londres, et jouent pour la première fois ensemble dans un spectacle à l'école North Ealing Primary School. Harry McVeigh les rejoint deux ans plus tard, et ils commencent à jouer sous le nom de Fear of Flying à l'âge de quinze ans. Cave décrit le groupe comme un « projet de week-end », et l'un des nombreux groupes auxquels ils appartenaient en même temps à l'école. Fear of Flying accomplit un tour du Royaume-Uni en jouant en tant que première partie. Deux singles sortent en vinyle double face A, sous le label indépendant Young and Lost Club : Routemaster/Round Three le 7 août 2006, et Three's a Crowd/Forget-Me-Nots le 6 décembre 2006. Les deux vinyles ont été produits par l'ancien collaborateur de Blur et des Smiths, Stephen Street,, qu'ils ont connu grâce à un ami d'école. Puis, ils jouent pour l'inauguration du Underage Festival, à Victoria Park, en Angleterre, le 10 août 2007.
Deux semaines avant que le groupe ne commence leurs études à l'université, ils décident de prendre une deuxième année sabbatique, et jouent de nouveaux morceaux qui ne leur conviennent pas. Fear of Flying est dissous en octobre 2007, avec un message sur Myspace indiquant : « Fear of Flying est MORT… White Lies est vivant ! », avant d'introduire un son plus sombre et un nouveau nom reflétant leur maturité. Cave déclara que le groupe avait supprimé son compte MySpace « sans aucun concert d'adieu symbolique ». Lorsqu'il est interrogé sur le changement de nom dans une interview pour une station de radio de San Francisco, Jack Lawrence-Brown répondit : « Nous avons juste pensé que nous devions jouer ces chansons comme un groupe différent. Nous avions des chansons qui, de notre point de vue, ne ressemblaient pas au groupe dont nous faisions partie, et nous avons pensé que White Lies serait le parfait ambassadeur pour ces chansons. »

### Premières sorties (2008–2012)
Sous son nouveau nom, White Lies joue son premier concert au Hoxton Square's Bar & Kitchen le 28 février 2008, en première partie de Team Waterpolo et Semifinalists. Après cela, le groupe reçoit de nombreuses offres de maisons de disques, et signe finalement à Fiction Records. Après le passage de Death sur la BBC Radio 1, Zane Lowe nomme le titre Hottest Record in the World, le 5 février 2008, alors que le titre n’est jamais sorti officiellement,. Le groupe se retrouve donc en tête d’affiche de la scène BBC Introducing pendant le Radio 1’s Big Weekend en mai 2008. 
Le 10 mars 2008, White Lies est annoncé comme l’un des quatre groupes prenant part au tout premier NME New Noise Tour (plus tard rebaptisé NME Radar Tour). Unfinished Business, le premier single, sort en vinyle le 28 avril 2008, chez Chess Club Records, un label indépendant cofondé par le batteur Jack Brown. Pour marquer l’évènement, White Lies joue en première partie de dEUS au London’s Scala le 16 avril 2008, en plus d’un concert au 2008 Camden Crawl.
Le deuxième album des White Lies, Ritual, est sorti le 17 janvier 2011.

### Big TV(2013–2015)
En janvier 2013, le bassiste Charles Cave révèle un troisième album du groupe, prévu pour l'été, et un morceau, Getting Even.
Le 4 juin 2013, le titre de l'album, qui est produit par Ed Buller, Big TV, est annoncé. Également, la liste des titres est annoncée, et Getting Even est publié comme morceau téléchargeable. Le premier single de l'album, There Goes Our Love Again, est publié le 5 août 2013 au Royaume-Uni, et le 12 août 2013 en Europe chez Fiction Records. Il est publié le 20 août 2013 aux US (chez Harvest Records), et au Canada (Universal Music).
Les 23, 24, et 25 juillet 2013, White Lies joue trois concerts privés au Hoxton Square Bar and Kitchen de Londres, célébrant les cinq ans de leur arrivée en ce lieu. Ils jouent des morceaux issus de Big TV devant 300 fans chaque nuit. Pendant leur tournée estivale et de fin d'année, le groupe enchaine une trentaine de concerts en Europe et en Amérique du Nord. En août 2013, ils jouent pour la première fois aux Reading and Leeds Festivals,.

### Friends(depuis 2016)
Le groupe publie son quatrième album, Friends, le 7 octobre 2016, après son report de date en 2015. En décembre 2015, le groupe signe chez Infectious Music.